# 寛文近江・若狭地震
寛文近江・若狭地震（かんぶんおうみ・わかさじしん）は江戸時代前期の寛文2年5月1日（1662年6月16日）に近畿地方北部を中心に発生した大地震で、2つの地震が連続して発生した地震と考えられている。
本地震は近江国や若狭国において地震動が特に強く甚大な被害が発生したが、震源域に近く、当時約41万人の人口を有し依然として国内第二の大都市があった京都盆地北部においても被害が多発した。京都の被害状況から寛文京都地震、従来、震源域が琵琶湖西岸付近であるとする考えがあったことから、琵琶湖西岸地震と呼ばれることもある。
地震被害を記録した文献資料を分析した西山昭仁は、近江国や若狭国は「倒壊」「崩壊」の文言が多くある。一方、京都盆地北部の被害状況を記録した文献には「損壊」「大破」の記述が多い事から京都の被害は近江国や若狭国よりも軽微であったとしている。

## 地震の記録
寛文二年五月一日巳下刻から午上刻（1662年6月16日10 - 12時ごろ）、近江・若狭を中心に2回の激しい揺れに襲われた。この日は大雨で、京都の地震動も強く『基煕公記』の宝永地震の記録において「昔卅六年己前（数え年）五月一日、有大地震、有大地震事、其時之地震ノ五分ノ一也」とあり、宝永地震の京都における揺れは振動が長くとも破損を生じる程で建物が倒壊する程では無かったものの、京都では宝永地震でさえ寛文地震の揺れの1⁄5程度の強さであったことになる。
『殿中日記』には京都において二条城の御番衆小屋などが悉く破損、町屋が千軒余潰れ、死人200人余、伏見城も各所で破損したとある。
また同日記には、近江では、佐和山（現・彦根市）で城がゆがみ石垣が5、6百間崩れ、家千軒余潰れ、死人30人あまり、大溝（現・高島市）では家1,022軒潰れ、死人38人、牛馬も多く死に、朽木谷（現・高島市）は特に激しい地震動に見舞われ家が潰れ出火により辺りが残らず焼失したと記されている。膳所や大津（現・大津市）も被害が多く、水口城でも門、塀、御殿が破損した。
『落穂雑談一言集』には伏見で町屋320軒余倒壊、死人4人、近江志賀、辛崎（現・大津市）では田畑85町余がゆり込み、並家1,570軒が倒壊したとある。
『元延実録』には愛宕神社や岩清水八幡宮が大いに破損、知恩院や祇園も大方破損したとある。『厳有院実紀』によれば二条城は各所が破損したが禁裡院は無事である旨、また丹波亀山城、篠山城、摂津尼崎城、近江膳所城、若狭小浜城は崩れ、近江国朽木谷では朽木陣屋が倒壊し、多くの家臣らと共に隠居していた先代領主の朽木宣綱が圧死したとある。
当時の被害の様子や余震を恐れる人々など当時の状況を詳しく記録した読み物として売り出された浅井了意の『かなめいし』（寛文2年8月から同年末までに成立）が、災害の社会像を伝える最初の資料地震誌である。上巻は京都での実況見分的に描写、中巻は京都以外の地震の災害の概要、下巻は日本地震の先例をあげる。
京の方広寺の大仏は1596年の慶長伏見地震でも倒壊するなど度々災難に見舞われていたが、本地震でも1612年に再建された銅製の大仏が破損したとするのが通説である。大仏は木造で再建されることとなり、破損した旧大仏は解体された。解体された大仏躯体の銅材は、寛文8年5月（1668年6月頃）から鋳造が始まった寛永通宝(文銭)の材料に利用されたという風説が流布した。経済学者・貨幣史研究者の三上隆三は、「大仏躯体の銅材を銭貨にした」話については、真実であるとしている。ただし三上は、大仏躯体の銅材を貨幣鋳造の原料に再利用されたとしても、寛文期の鋳銭の材料すべてを賄う量ではなかったとしており、寛永通宝(文銭)の原料は全て大仏躯体の銅材で賄われたとする風説は誤りとしている。日本銀行金融研究所は上記風説の真偽について、寛永通宝(文銭)の原材料の化学的な成分分析の結果、方広寺大仏の鋳造がなされた秀頼期のものとは原材料の産出地が異なるとして、「たとえ鋳銭の原料に大仏を用いたとしても、それは(生産された文銭全体の割合からみれば)ごく一部に過ぎなかったと判断できる」との結論を出している。
強震は近江、若狭に加えて、山城、大和、河内、和泉、摂津、丹波、美濃、伊勢、駿河、三河、信濃と広範囲におよび、比良岳付近で顕著であった。『慶延略紀』によれば二条城や大坂城も破損するほどの揺れであり、江戸でも小震であったとされ、福山でも有感、『殿中日記』には「長崎表も地震之由」とある。被害の全体では死者880あまり、潰家約4,500とされる。
| 地域                                                            | 推定震度 |
| --------------------------------------------------------------- | --- |
| 畿内                                                            | 京都 (5 - 6), 伏見 (6), 宇治 (5 - 6), 八幡 (5 - 6), 高槻 (5 - 6), 大坂 (5 - 6), 布施 (5), 八尾 (5), 岸和田 (5 - 6), 尼崎 (5 - 6), 加茂 (5), 奈良 (5), 大和郡山 (5), 天理 (E), 桜井 (5) |
| 東海道                                                          | 豊橋 (S), 岡崎 (4), 豊田 (5), 犬山 (4), 名古屋 (5), 桑名 (5 - 6), 亀山 (5-6), 鈴鹿 (E), 津 (5), 伊勢 (4), 上野 (5)                                                                     |
| 東山道                                                          | 美麻 (E), 白鳥 (4), 海津 (5), 今津 (5 - 6), 朽木 (7), 高島 (7), 葛川 (6), 坂本 (6), 比叡山 (5), 彦根 (7), 近江八幡 (5), 野洲 (5 - 6), 水口 (5 - 6), 富川 (6), 膳所 (6), 大津 (6)       |
| 北陸道                                                          | 富山 (5), 福野 (5), 門前 (E), 福井 (5), 敦賀 (6), 美浜 (6), 三方 (5), 上中 (5 - 6), 小浜 (5 - 6)                                                                                       |
| 山陰道                                                          | 亀岡 (5 - 6), 篠山 (5), 福知山 (5), 舞鶴 (E), 国府 (4), 伯耆 (E) |
| 山陽道                                                          | 岡山 (E) |
| 南海道                                                          | 和歌山 (5) |
| S: 強地震 (≧4), E: 大地震 (≧4), M: 中地震 (2 - 3), e: 地震 (≦3) | |

マグニチュードは河角廣によりMK = 5.5として M = 7.6 (M = 4.85 + 0.5 MK)と推定され、7 1/4 - 7.6、あるいは7.4、M 7.5あるいはそれより上とも推定されているが、地震計の記録のない歴史地震であるためその数値は不確定性を含む。
『続史愚抄』には「此後連々昼夜揺動、至七月云」とあり、また余震と思われる地震は12月まで記録されているという。

## 地殻変動
三方五湖の久々子湖では約3メートル (m)、水月湖東部では3 - 4.5 m隆起した。若狭三方で記された『地頭之覚』には「当国は気山川口一丈余りゆりあげ」とあり、日向湖、水月湖、菅湖のそれぞれ東側の隆起が大きかったため、菅湖から東側の久々子湖へ流入していた気山川が塞がり、三方湖、水月湖、菅湖の湖水が行き場を失い溢れ、湖岸の海山、伊良積、田井、鳥浜など11か村が浸水した。小浜藩主酒井忠直は運河開削を命じ、2年に渡る工事で水月湖東側の浦見坂を掘り抜いて運河（浦見川）を通し久々子湖へ水を流すこととなった。
このような地殻変動は海側まで伸び、津波が発生した可能性があるとされ、701年の大宝地震などと共に若狭湾を襲った歴史津波の検討候補ともされている。
安曇川上流の朽木谷では、｢町居崩れ｣とよばれる大規模崩壊が発生し、崩壊土砂の直撃により死者約560人。また、河道閉塞（天然ダム）が形成さ
れ、堰止めと決壊による被害が生じた。

## 地震像
小浜では古文書から五ツ時（7 - 9時ごろ）にいきなり強震動が襲ってきたように読み取れるが、京都では巳刻頃（9 - 11時ごろ）、鳴動とともに弱い震動が続いた後に強い振動が襲ってきたと解釈できることから、小浜では京都より初期微動の時間が短く、断層破壊開始点すなわち震源に近く、断層破壊は北から始まり南側へ伝播して行った可能性が高いと推定される。
また若狭の記録では発震時刻が巳上刻から巳刻（9 - 10時ごろ）のものが多く、あるいは巳刻から午刻（12時ごろ）まで地震が続いて記録があり、一方で近江では午上刻から午刻、京都、大坂、名古屋では巳刻から午刻、和歌山、岡山、江戸など遠方では午刻の記録となっていることから、まず、巳刻頃に北部の日向断層などが逆断層（西側が沈降）として活動し、午刻頃に南部の花折断層北部が右横ずれ断層として活動したと推定される。遠地では午刻のみ記録されていることから、後者の花折断層の活動の方が規模が大きかったものと推定されている。
一方で1185年の文治地震で活動したと推定されている琵琶湖西岸断層帯については、堅田（現・大津市）において本地震による地盤変動はなかったものと推定され、中世以降活動していないものと推定されている。

## 地震痕跡
寛文近江・若狭地震の揺れによると見られる液状化現象跡や砂脈が滋賀県の各地で発見されている。
- 大津市の穴太遺跡では扇状地堆積物で平安時代の土層を引裂く液状化跡が発見される。
- 大津市の蛍谷遺跡では砂脈が平安時代の土層を引裂いていた。
- 草津市の烏丸崎遺跡では、粘土層が水平に滑り13 - 14世紀の土層に乗り上げた痕跡が発見された。
- 蒲生郡安土町（現・近江八幡市）の湖南遺跡では、6 - 8世紀の波止場状の遺構において、江戸時代前期の土層と共に液状化により板材が押上げられた痕跡が発見された。
- 高島市に水没した集落の三ツ矢千軒遺跡（琵琶湖湖底遺跡）がある。

## その後の歴史地震との関連
南海トラフや日本海溝等を震源とする海溝型の巨大地震が起きる数十年前から、海溝の内側の日本列島内部のあちこちで、比較的大きな内陸地殻内地震が頻発する地震の活動期に入るとする考え方がある。この考え方によれば、既にこの年（1662年）の秋には、海溝型の寛文日向灘地震が発生しているほか、17世紀後半には、越後国、陸奥国、日光、三河国、安芸国など、日本全国各地で比較的大きな地震が発生し、やがて、相模トラフ巨大地震である元禄地震（1703年）、南海トラフ巨大地震である宝永地震（1707年）へとつながっていくと理解されることとなる。